# Nati nel 1274
| Questa pagina contiene informazioni ricavate automaticamente dalle voci biografiche con l'ausilio del template Bio e di un bot. L'aggiornamento è periodico e automatico e ricostruisce completamente la pagina. Se manca una persona in questa lista, sei pregato di non aggiungerla, ma accertati piuttosto che la sua voce biografica contenga il template Bio e che i dati anagrafici siano correttamente compilati. Se il template Bio manca, inseriscilo tu stesso o, in alternativa, metti l'avviso {{tmp\|Bio}} che ne segnala la mancanza. Se i dati riportati sono sbagliati, correggi direttamente la voce biografica; le modifiche saranno visibili in questa lista entro pochi giorni. Per chiarimenti vedi il progetto biografie. La lista contiene solo le 13 persone che sono citate nell'enciclopedia e per le quali è stato implementato correttamente il template Bio. Pagina aggiornata al 10 giu 2025. |

- 9 febbraio - Ludovico di Tolosa, vescovo e francescano francese († 1297)
- 11 luglio - Roberto I di Scozia, re scozzese († 1329)
- 25 settembre - Rodolfo IV di Neuchâtel, nobile svizzero († 1343)
- 4 ottobre - Rodolfo I di Baviera, duca († 1319)
- 25 novembre - Caterina I di Courtenay, sovrana († 1307)
- Iacopo Bottrigari, giurista italiano († 1348)
- Eric VI di Danimarca, re († 1319)
- Marino Faliero, doge italiano († 1355)
- Bernabò Malaspina, vescovo cattolico italiano († 1338)
- Al-Dhahabi, storico siriano († 1348)
- Violante di Monferrato, imperatrice bizantina († 1317)
- Giacomo di Maiorca, principe spagnolo († 1330)
- Rizzardo IV da Camino, condottiero e nobile italiano († 1312)